# Julio Cortázar
Julio Cortázar (Bruxelles, 26. kolovoza 1914. – Pariz, 12. veljače 1984.), argentinski književnik
Pored Borgesa i Sabata, jedan je od najznačajnih argentinskih književnika. Veliki utjecaj na njega imali su Poe, Kipling, H.G. Wells, te već spomenuti Borges s kojim je blizak u misticizmu, no za razliku od njega koji koristi "uzvišen" jezik, Cotazar više koristi "ulični".
Prvo književno djelo koje objavljuje je zbirka priča "Zvjerinjak", a 1961. godine objavljuje svoj prvi roman "Nagrade", u kojem se bavi likovima koji lutaju labirintima jednog broda, što je metaforični prikaz njihove potarge za smislim života i samospoznaje.
Njegovo najznačajnije djelo je roman "Školice". 